# Dendrolobium rugosum
Dendrolobium rugosum är en ärtväxtart som först beskrevs av David Prain, och fick sitt nu gällande namn av Anton Karl Schindler. Dendrolobium rugosum ingår i släktet Dendrolobium och familjen ärtväxter.

## Underarter
Arten delas in i följande underarter:
- D. r. moniliferum
- D. r. rugosum